# Niviventer cremoriventer
Niviventer cremoriventer — вид пацюків (Rattini), що живе в пд.-сх. Азії (М'янма, Таїланд, Малайзія, Індонезія, Бруней).

## Морфологічна характеристика
Довжина голови й тулуба від 110 до 160 мм, довжина хвоста від 157 до 229 мм, довжина лапи від 26 до 37 мм, довжина вуха від 15 до 20 мм і вага до 105 грамів. Волосяний покрив густий і посипаний колючим волоссям. Колір спинної частини коричнювато-жовтий, щоки жовтуваті, а черевні частини кремові. Навколо очей є темні кільця. Лінія розмежування на стегнах чітка. Лапи короткі й широкі, кігті задніх значно більші від передніх. Зовнішня частина ніг біла з темно-коричневими відблисками. Хвіст значно довший за голову і тулуб, рівномірно темно-коричневий, з пучком волосся на кінці. Хромосомне число 2n = 46 FN = 54.

## Середовище проживання
Живе як на дереві, так і на землі в первинних і вторинних лісових місцях існування, але не за межами лісів.

## Спосіб життя
Це нічний і переважно деревний вид. Харчується частинами рослин, фруктами, насінням і навіть комахами.